# كارل فيليكس وولف
كارل فيليكس وولف (بالإيطالية: Karl Felix Wolff؛ بالألمانية: Karl Felix Wolff) هو صحفي وكاتب إيطالي ونمساوي، ولد في 21 مايو 1879 في كارلوفاتش في كرواتيا، وتوفي في 25 نوفمبر 1966 في بولسانو في إيطاليا.